# Rainer Kersten
Rainer Kersten (* 15. Dezember 1964 in Bebra) ist ein deutscher Übersetzer.

## Leben
Rainer Kersten studierte von 1986 bis 1993 Germanistik, Niederlandistik und Romanistik in Berlin und Amsterdam und schloss sein Studium mit dem Magistergrad ab. Kersten übersetzt erzählende Literatur, Theaterstücke und Sachbücher aus dem Niederländischen ins Deutsche.
1995 erhielt er einen Förderpreis des Berliner Senats. 2014 wurde er für die Übersetzung von Dimitri Verhulsts Roman Der Bibliothekar, der lieber dement war als zu Hause bei seiner Frau mit dem renommierten Else-Otten-Übersetzerpreis vom Flämischen Literaturfonds und der Niederländischen Stiftung für Literatur ausgezeichnet.
Kersten ist Mitglied im Verband deutschsprachiger Übersetzer literarischer und wissenschaftlicher Werke (VdÜ).
Rainer Kersten lebt und arbeitet in Berlin, Antwerpen und Amsterdam.

## Auszeichnungen
- 1995: Förderpreis des Berliner Senats
- 2002: NRW-Literaturpreis
- 2014: Else-Otten-Übersetzerpreis
- 2021: Barthold-Heinrich-Brockes-Stipendium[4]

## Übersetzungen
- Willem Bijsterbosch: Der Leibsklave, Berlin 1996
- Paul Binnerts: Real time acting, Berlin [u. a.] 2014
- Der blauäugige Oktopus, Frankfurt am Main 1996
- Martine Carton: Fatmas Geschichte, Frankfurt am Main 1997
- Arnon Grunberg: Amour fou, Zürich 2002
- Arnon Grunberg: Blauer Montag, Zürich 1997
- Arnon Grunberg: Couchsurfen und andere Schlachten, Zürich 2013
- Arnon Grunberg: Gnadenfrist, Zürich 2006
- Arnon Grunberg: Der Heilige des Unmöglichen, Zürich 2007
- Arnon Grunberg: Der jüdische Messias, Zürich 2013
- Arnon Grunberg: Der Mann, der nie krank war, Köln 2014
- Arnon Grunberg: Mit Haut und Haaren, Zürich 2012
- Arnon Grunberg: Mitgenommen, Zürich 2010
- Arnon Grunberg: Monogam, Zürich 2003
- Arnon Grunberg: Phantomschmerz, Zürich 2003
- Arnon Grunberg: Statisten, Zürich 1999
- Arnon Grunberg: Tirza, Zürich 2008
- Arnon Grunberg: Der Vogel ist krank, Zürich 2005
- Tom Lanoye: Atropa, Frankfurt am Main 2010
- Tom Lanoye: Mamma Medea. Mefisto forever, Frankfurt am Main 2007
- Tom Lanoye: Metzgerssohn mit schriller Brille und andere Geschichten, Hildesheim 1995
- Tom Lanoye: Pappschachteln oder Wie sag ich's ihm?, Berlin 2006
- Tom Lanoye: Schlachten!, Frankfurt am Main 1999 (übersetzt zusammen mit Klaus Reichert)
- Herman Pleij: Der Traum vom Schlaraffenland, Frankfurt am Main 2000
- Peter Verhelst: Romeo und Julia, Frankfurt am Main 2002
- Dimitri Verhulst: Die Beschissenheit der Dinge, München 2007
- Dimitri Verhulst: Der Bibliothekar, der lieber dement war als zu Hause bei seiner Frau, München 2014
- Dimitri Verhulst: Gottverdammte Tage auf einem gottverdammten Planeten, München 2010
- Dimitri Verhulst: Die letzte Liebe meiner Mutter, München 2011
- Dimitri Verhulst: Madame Verona steigt den Hügel hinab, München 2008
- Dimitri Verhulst: Monolog einer Frau, die in die Gewohnheit verfiel, mit sich selbst zu reden, Bielefeld 2013
- Pieter Waterdrinker: Die Hochzeit von Zandvoort, Berlin 2007
- Ilja Leonard Pfeijffer: Das schönste Mädchen von Genua, Berlin 2016
- Peter Terrin: Der Wachmann : Roman; aus dem Niederländischen von Rainer Kersten. Liebeskind, München 2018, ISBN 978-3-95438-085-5.
- Dimitri Verhulst: Das Leben, von unten gesehen : Roman; btb Verlag, München 2020, ISBN 978-3-442-71783-5.
- Peter Terrin: Blanko : Roman; Liebeskind, München 2021, ISBN 978-3-95438-125-8.
- Arnon Grunberg: Besetzte Gebiete : Roman; Kiepenheuer & Witsch, Jöln 2021, ISBN 978-3-462-00106-8.
- Johan de Boose: Das Fluchholz : Roman; btb Verlag, München 2021, ISBN 978-3-442-77113-4.
- Hanna Bervoets: Flauschig : Roman; btb Verlag, München 2021, ISBN 978-3-442-77048-9.
- Hanna Bervoets: Dieser Beitrag wurde entfernt: Roman
- Peter Terrin: Alles Blau der Welt : Roman; Liebeskind, München 2023, ISBN 978-3-95438-159-3.